# Targeta Octopus
La targeta Octopus és una targeta moneder recarregable, amb processador incorporat, que no necessita posar-se en contacte per ser utilitzada en sistemes de pagaments electrònics a Hong Kong. Originalment llançada el setembre de 1997 com a targeta de pagament per al servei públic de transport de la ciutat, la targeta Octopus s'ha convertit en un sistema de pagament d'ampli ús en botigues, supermercats, restaurants i altres tipus de negocis de venda. Al mateix temps s'ha desenvolupat un segon mercat en sistemes de seguretat, d'accés a immobles i escoles. Per utilitzar-la només cal apropar-la a un lector Octopus i la recàrrega es pot realitzar amb màquines que accepten diners en efectiu o directament per transferència des d'una targeta de crèdit o compte bancari.

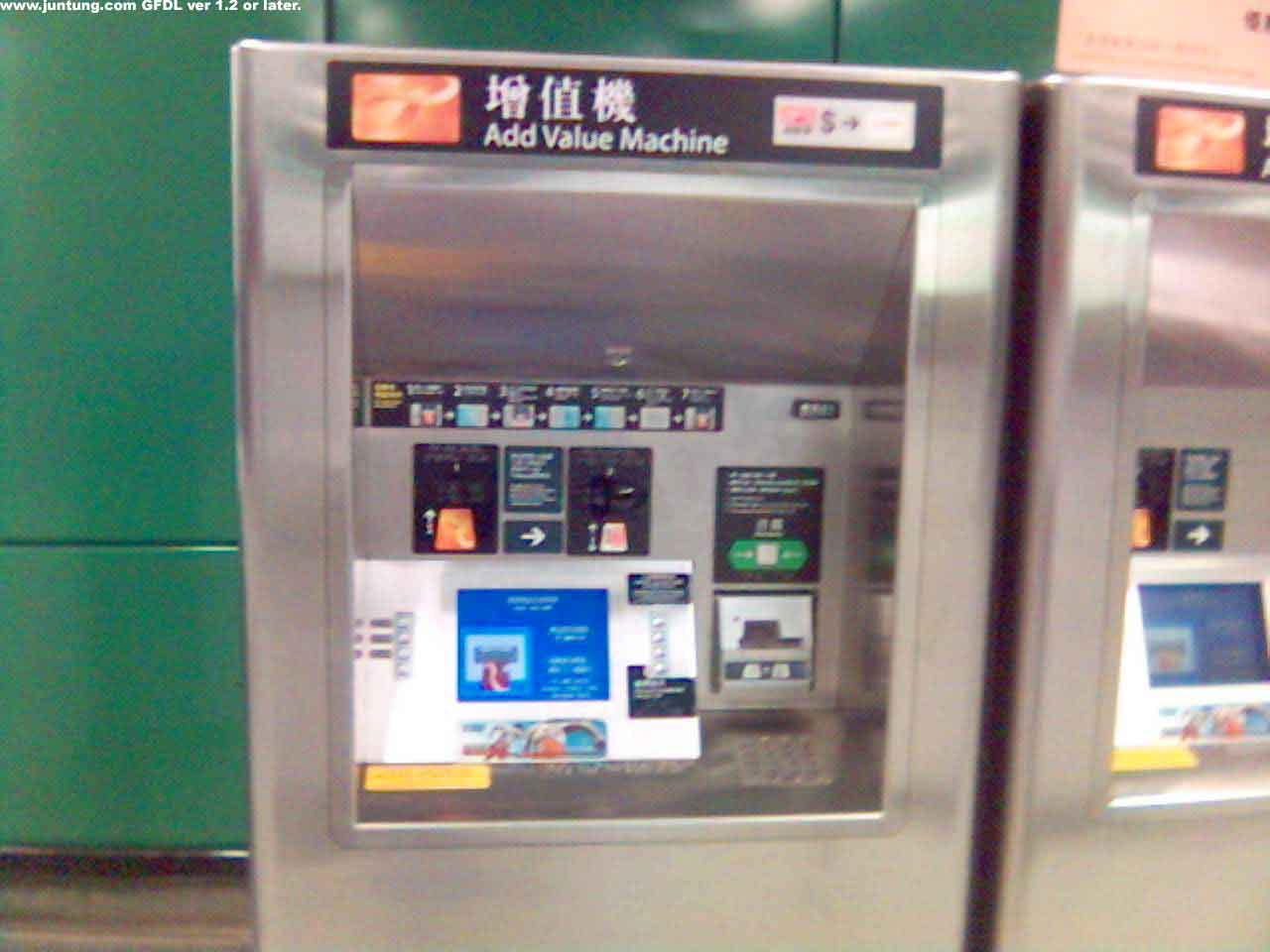
Màquina per recarregar la targeta

Octopus s'ha convertit en un dels més exitosos sistemes de pagament electrònic, amb prop de 12 milions de targetes en circulació (prop del doble de la població de Hong Kong) i prop de 8 milions de transaccions diàries. L'operador, un consorci en el qual participa el sistema de transport de Hong Kong, ha guanyat contractes per instal·lar sistemes similars en els Països Baixos i en la província xinesa de Changsha.

## Nom i logotip
El nom en Xinès per a la targeta Octopus significa literalment "pas de vuit llocs". El vuit és un nombre significatiu en Xinès, i sol usar-se per indicar "molts". Per exemple, la frase ("quatre costats vuit direccions") és una expressió comuna que vol dir "en totes les direccions". El vuit també es considera un número de la sort en la cultura xinesa. El nom "Octopus" (polp) es deriva de l'ús del número vuit, ja que un pop també té vuit tentacles. El nom també és particularment apropiat perquè "octopus" té la connotació de poder agafar moltes coses a la vegada, i aquesta habilitat es transfereix als usuaris, que poden usar-la en diferents transaccions.
El logo emprat en la targeta també conté una cinta de Möbius en la forma del número 8 per indicar les "infinites" possibilitats de la targeta. El símbol matemàtic de la infinitud també es veu com un vuit rotat i es pensa que pot derivar d'una cinta de Möbius (encara que el seu origen real és desconegut). D'acord amb l'Apple Daily, el nom xinès va ser encunyat per Jack So, que en aquell temps era cap de la corporació MTR, la companyia que va donar origen a Octopus Cards Limited.

## Obtenir i utilitzar la targeta

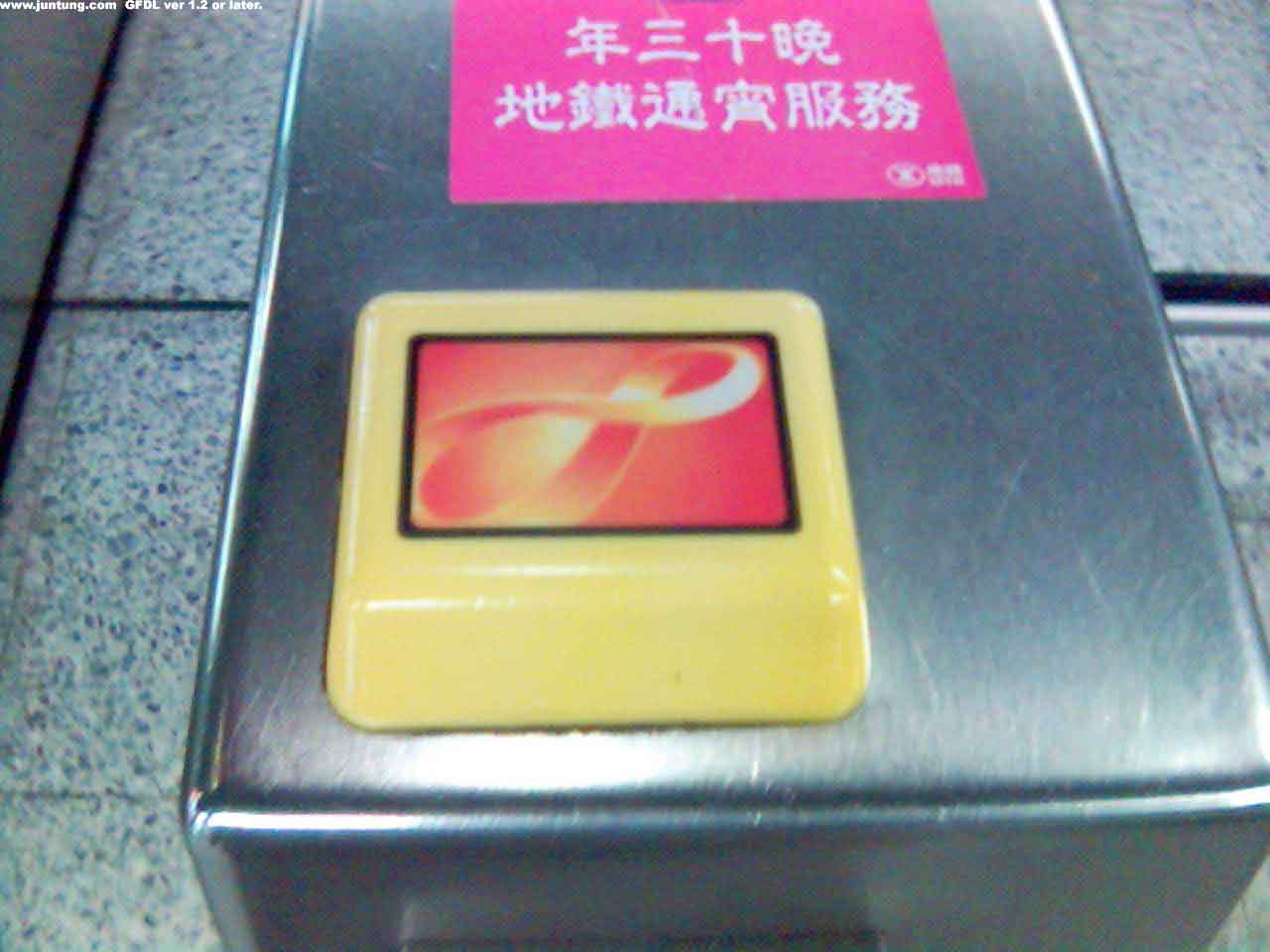
Lector de targetes per l'accés al sistema de transport de Hong Kong

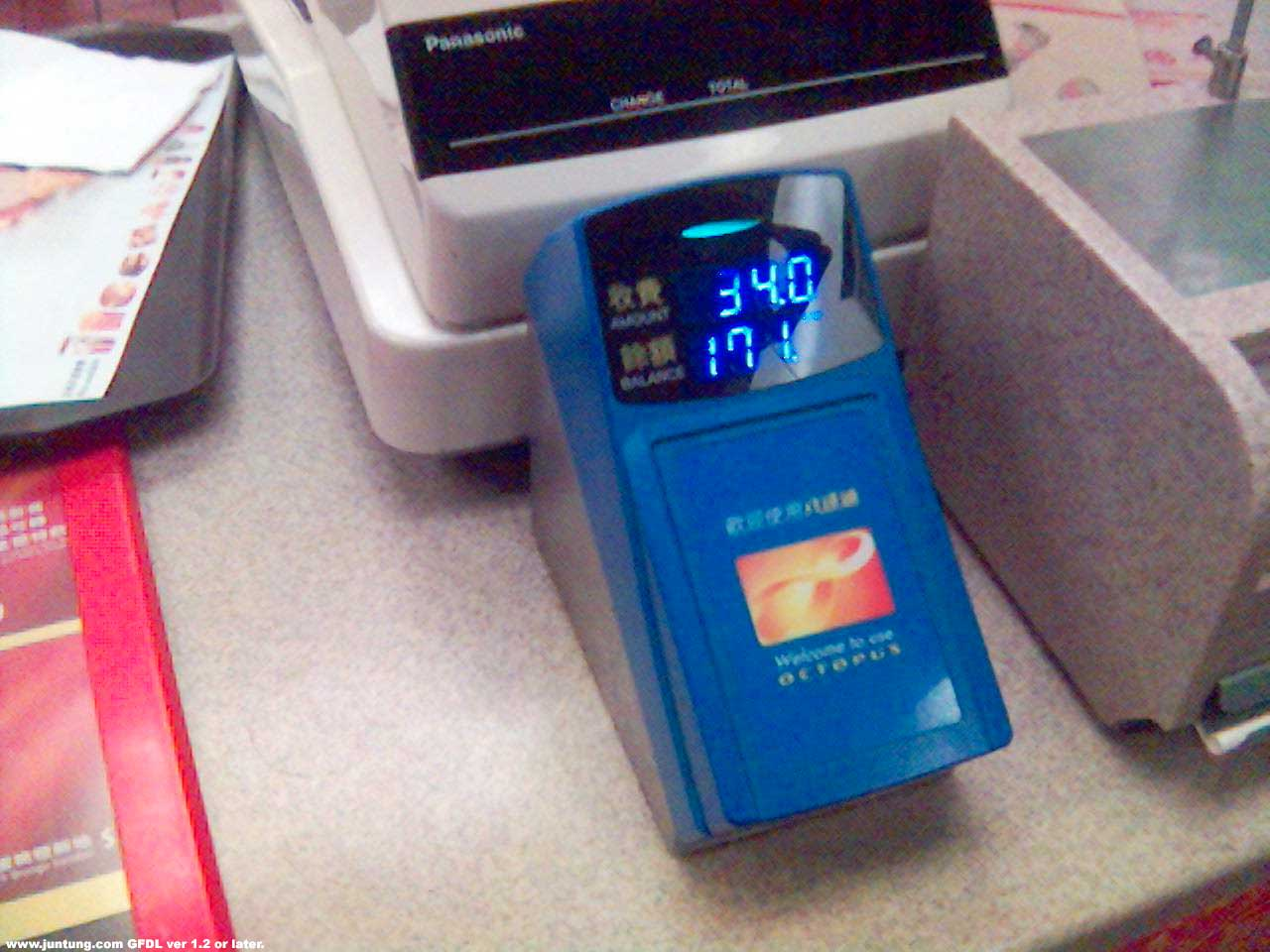
Lector de targetes octopus en un McDonalds

Les targetes recarregables poden ser comprades a les estacions del Ferrocarril de Transport en Massa de Hong Kong (MTR) i del Ferrocarril de Kowloon a Canton (KCR). No cal identificació perquè és anònima, però si es perd la targeta tots els diners que porti també es perd.
Per pagar usant la targeta (per utilitzar un transport públic o comprar a algun lloc) cal aproximar-se a algun lector de la targeta Octopus (que normalment estan pintats amb un logotip taronja similar al de la targeta), aleshores el sistema emetrà un  xiulet Octopus  per anunciar el pagament i en aquest moment apareixerà a la pantalla el pagat i el saldo disponible, o un so d'error serà emès si la targeta no és acceptada per saldo insuficient. En el MTR, el sistema grava en què estació ha entrat l'usuari i en qual ha sortit (cal passar la targeta 2 vegades), i llavors calcula automàticament el que ha de deduir del saldo.
Les targetes es poden recarregar utilitzant les màquines de recarrega que estan situades a totes les estacions del MTR i del KCR, o en supermercats, botigues de conveniència i centres de servei adherits al programa.
Aquestes targetes no requereixen contacte físic amb els lectors, i poden ser llegides a través de materials comuns, pel que és molt curiós veure a persones acostant moneders, bosses, jaquetes o carteres als lectors.
Les targetes Octopus poden usar-se per pagar els tiquets o per fer compres en tot el sistema de transport de Hong Kong i també en moltes botigues i restaurants de la ciutat, entre les quals destaquen 7-Eleven, McDonald's, botigues de conveniència, Starbucks, i altres cadenes de menjar ràpid. També pot ser usada per pagar en màquines de expenedores de menjar, fotomaton o fotocopiadores.
Una targeta recarregable Octopus pot portar fins a 1.000 HK $, i té un fons de dipòsit de 50 HK $ que no es comptabilitza, per la qual cosa pot tenir un saldo negatiu de 35 HK $, el que permet als usuaris fer un viatge d'emergència si es queden sense diners a la targeta.

### Tarifes diferencials
Les targetes Octopus es classifiquen en diferents nivells tarifaris per concedir les diferències que ofereixen les companyies de transport públic:
| Tipus          | Color                               | Cost i ús |
| -------------- | ----------------------------------- | --- |
| Nen            | Fúcsia                              | Nens entre els 3 i els 11 anys. Es ven la targeta per HK $ 70 amb un valor inicial de HK $ 20. Es dedueixen les tarifes per a nens allà on estigui establert. |
| Estudiant      | Violeta                             | L'elegibilitat varia, algunes empreses de transport no ofereixen tarifes per estudiant, i en aquest cas es cobren tarifes d'adult. Es ven la targeta per HK $ 100 amb valor inicial de HK $ 50. Quan es fan servir targetes estudiantils no personalitzades en el MTR cal una targeta d'estudiant de MTR. Això ja està eliminat, però les targetes que continuen en circulació encara funcionen. |
| Adult          | Groc fosc (també arc de Sant Martí) | La versió estàndard de la targeta Octopus. Es ven la targeta per HK $ 150 amb valor inicial de HK $ 100. Aquest color és el del logo de l'operador, Octopus Cards Limited. |
| Tercera edat   | Verd                                | Depèn de les empreses de transport públic (i fins i tot de les rutes dins de la mateixa empresa) (per exemple, Citybus considera els major de 60 anys, i KMB als majors de 65), si no hi ha tarifes de tercera edat disponibles, es cobren les d'adult. Es ven la targeta per HK $ 70 amb valor inicial de HK $ 20.                                                                              |
| Personalitzada | Arc de Sant Martí                   | Cal un registre. La majoria d'aquestes les fan servir els estudiants, però poden usar-se també per entrar a escoles, edificis d'apartaments i altres instal·lacions. |

#### Tarifes i esquemes de descompte
MTR i KCR cobren menys pels viatges que es fan amb una targeta Octopus, en comparació amb els que es fan amb tiquets. Per exemple, el cost d'un viatge senzill entre Chai Wan a Tung Chung és HK $ 23/1 amb una Octopus, i HK $ 26 amb un tiquet.
Altres operadors de transport públic també han ofert descomptes que requereixen específicament l'ús d'una targeta Octopus: per exemple, KMB ofereix 10% de descompte en els viatges que costen més de HK $ 15. Les tarifes de transbordament (tarifes amb descompte en la segona part d'un viatge que requereix un canvi de busos o canviar entre dos modes de transport, per exemple d'un MTR a un minibus) també necessiten una Octopus.

### Targetes personalitzades
A més de les targetes estàndard, "en préstec", que són anònimes, també són a unes targetes personalitzades "arc de Sant Martí". Aquestes s'imprimeixen amb el nom del posseïdor de la targeta i la seva fotografia (si es vol), i funcionen automàticament com a targeta per nen, adult o ancià perquè reconeixen l'edat de l'usuari que està emmagatzemada en la targeta (amb la qual cosa es realitzen els descomptes apropiats). Els estudiants entre 12 i 26 anys a Hong Kong poden demanar un estatus d'estudiants de temps complet. El maig de 2003 hi havia 380.000 usuaris amb targetes arc de Sant Martí.
A més de totes les funcions d'una targeta comú i corrent, aquesta targeta pot actuar com clau per accedir a alguns edificis residencials i d'oficines, generalment aquells construïts o gestionats per la corporació MTR. La targeta pot bloquejar per prevenir el seu ús no autoritzat si es perd. D'acord amb Octopus Cards Limited, la Universitat de la Ciutat de Hong Kong i més de 50 escoles secundàries a Hong Kong fan servir la targeta Octopus per registrar l'assistència dels seus estudiants, en comptes de les trucades a llista, i pel préstec dels llibres de les biblioteques.
Quan un estudiant demana privilegis de concessió se li lliura automàticament una targeta personalitzada, algunes no personalitzades encara estan en circulació.

#### Servei de recarrega automàtica
El servei de recarrega automàtica (AAVSO per les sigles en anglès) es pot utilitzar per a targetes personalitzades o normals. El propietari d'una targeta Octopus pot demanar que li sigui recarregada la targeta des d'un compte bancari o una targeta de crèdit automàticament. Després que la càrrega baixa de zero, la targeta és recarregada amb HK $ 250. Cada targeta pot ser recarregada una vegada cada 24 hores. El 2005, 20 bancs locals presten aquest servei, incloent-hi el HSBC i el Banc de la Xina (Hong Kong).

#### Targetes de Souvenir
Sovint, l'operador emet targetes de record d'edició especial, que generalment inclouen una oferta per a una pel·lícula o un esdeveniment particular. Normalment es venen com premium (HK $ 100), amb un valor inicial limitat (normalment HK $10) i no poden ser recarregades, però sí utilitzades com qualsevol altra targeta Octopus en altres aspectes. Els operadors han emès targetes especials per a esdeveniments com el festival de mitjans de tardor, l'any nou de 2004, i la sortida de la pel·lícula DragonBlade.

#### Targetes per a propòsits especials
La targeta Octopus MTR de turista "Airport Express - 3 day Hong Kong Transport Pass" (exprés aeroport - passi de transport de 3 dies a Hong Kong) inclou dues versions: una targeta de HK $ 220 amb un viatge senzill exprés aeroport Afegeix una targeta de HK $ 300 amb dos viatges gratuïts. Tots dos viatges gratuïts són vàlids per 180 dies des de la data de compra. Les dues versions també permeten tres dies de viatges sense límit en el MTR, HK $ 20 a valor utilitzable (per a viatges en sistemes diferents al MTR o altres usos) i un dipòsit de HK $ 50 que es pot retornar.
Els empleats de l'aeroport de Hong Kong tenen a la seva disposició una targeta especial ( MTR Airport Staff Octopus , Octopus MTR per a personal de l'aeroport) per a transports més barats entre l'aeroport i les estacions a través de l'MTR Airport Express.

#### Articles Octopus
Octopus ven "rellotge és Octopus" - rellotges de polsera de plàstic amb un xip Sony Feliça incorporat, fets per Egana Goldpfeil. En fer el pagament, els usuaris simplement mouen el seu braç davant del lector de targetes. Aquests rellotges es poden comprar als locals de servei de MTR i en botigues a les quals estiguin disponibles. Per a l'any que va acabar el 31 de maig de 2003, 11.482 rellotges s'havien despatxat a Octopus Cards Limited. Aquests rellotges no són compatibles amb la tarifa d'estudiants.
Nokia també va fabricar un Octo-phone, que té la targeta incorporada a la coberta "Xpress-on" dels telèfons mòbils de la sèrie 33XX, com ara el popular Nokia 3310.

#### Devolució d'una targeta Octopus
Les targetes Octopus són immensament populars entre els turistes (fins i tot els viatgers temporals de Shenzhen i la resta de la Xina continental), la qual cosa explica que la quantitat de targetes Octopus en circulació sigui el doble del nombre d'habitants que té Hong Kong (encara que algunes persones tenen més d'una targeta). Els estudis de MTR mostren que això es deu al fet que el dipòsit i el valor restant a la targeta es poden tornar, excepte pel càrrec administratiu de HK $ 7 de les targetes retornades en els 3 mesos següents a l'expedició, taxa que es va implementar el 1 novembre 2004 per evitar aquesta pràctica (per a les targetes personalitzades el càrrec és de HK $ 10, per a les targetes emeses després de l'1 de novembre de 2004, o per aquelles que es tornen en els cinc primers anys després de la seva emissió).

## Operativitat i tecnologia

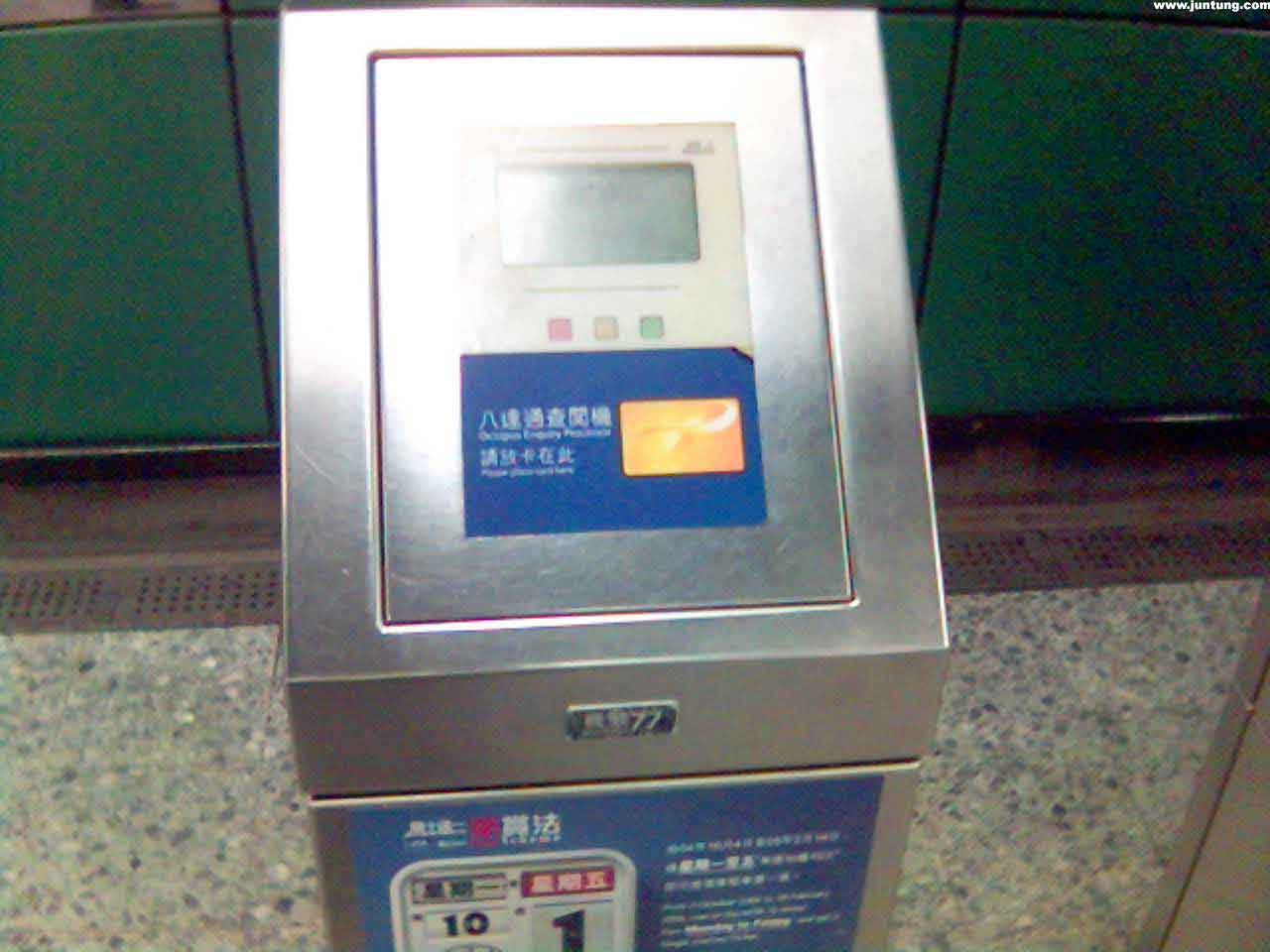
Màquina d'informació (que serveix per consultar el saldo o els detalls dels pagaments realitzats)

El sistema va ser dissenyat per AES Prodat Limited, actualment coneguda com a ERG Transit Systems, del grup australià ERG, que té un contracte per al disseny, instal·lació, operació, manteniment i finançament del sistema.
La targeta utilitza un xip Feliça RFID de Sony de 13,56 MHzs, i altres tecnologies relacionades, que van ser aplicades per primera vegada a Hong Kong. És un sistema  toc i passi , pel qual els usuaris han d'acostar la targeta a les proximitats del lector sense necessitat de contacte físic. Les dades són transmesos a una velocitat de fins a 212 kbits/s, enfront dels 9,6 de l'Visa Cash.
El sistema no utilitza l'estàndard ISO 14443, sinó un de propi, ja que no existien aquests estàndards quan va ser desenvolupat a 1997. La distància a la qual la targeta pot ser llegida varia entre 3 i 10 cm, depenent del lector.

### Cobrament
El sistema està dissenyat de manera que les transaccions són transmeses per cobrar segons el mètode d'emmagatzemar i enviar, de manera que els lectors no han de tenir comunicació en temps real amb l'ordinador central. Les dades emmagatzemades seran transmesos durant la nit o es recullen amb dispositius portàtils.
Cada companyia té un centre d'operacions on emmagatzema totes les dades que concerneixen el sistema Octopus: recarregues, pagaments, etc., A l'espera de enviar-los a l' Casa Central de Cobrament del Sistema  ( CCHS en anglès ) per al seu cobrament definitiu.

## Història

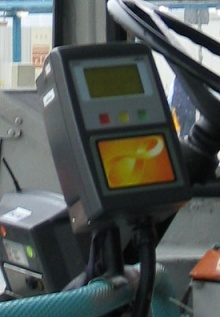
Un lector de Octopus NWFB

La xarxa MTR va adoptar un sistema de targetes magnètiques de plàstic reutilitzables quan va començar les seves operacions l'any 1979. Aquestes targetes van ser utilitzades com bitllets d'anada o guardades com tiquets de valor emmagatzemat. La KCRC va adoptar les mateixes targetes magnètiques el 1984, i la versió de valor emmagatzemat va ser rebatejada Common Stored Value Tickets, (Tickets Comuns de Valor Emmagatzemat. Al 1989, el sistema de Common Stored Value Tickets va ser estès a KMB, proporcionant un servei a les estacions MTR/KCRC i al Citybus, i va ser també estès a un nombre limitat d'aplicacions no transporta, com a pagament a les cabines de fotos instantànies i vouchers pel menjar ràpid.
MTR finalment va decidir adoptar tecnologies més avançades, i en 1993 va anunciar que es actualitzaria cap a les smartcards (targetes intel·ligents) que no requereixen contacte físic. Per aconseguir més acceptació, MTR i KCRC convidar a tres operadors de transport de franquícia a Hong Kong, el KMB, Citybus i el Ferry de Hong Kong i Yaumati per formar una companyia s'adjunta en el 1994, anomenada Creative Star Limited (rebatejada Octopus Cards Limited el gener del 2002). (L'únic operador important de transport públic que no se'ls va unir en aquell moment va ser Xina Motor Bus, que va abandonar el transport públic per complet en 1998, a favor del seu negoci de desenvolupament de propietats, i transferir les seves rutes de camions al NWFB).
El sistema Octupus va ser llançat després de tres anys de dificultats el primer de setembre de 1997. Inicialment per a ús en els serveis oferts pels cinc socis de l'acord, es va estendre ràpidament a altres serveis de transport. Al 2000, l'Autoritat Monetària de Hong Kong va donar un permís com a companyia a l'operador, traient les restriccions prèvies que prohibien que l'Octupus generés més de 15% dels seus guanys de funcions no relacionades al trànsit.
A gener de 2001, un nou acord d'accionistes va ser signat i les accions de Hong Kong i Yaumati Ferri en l'operador van ser transferides a NWFB i New World First Ferry. En conjunt amb la privatització de la seva companyia matriu, la corporació MTR,  Octopus Cards Limited  va ser transformada del seu estatus previ d'organització sense ànim de lucre a una empresa amb guanys.
El 29 de juny de 2003, la targeta Octopus va trobar un altre ús quan el govern de Hong Kong va començar a reemplaçar tots els 18.000 parquímetres amb un sistema operat pel sistema de targetes Octopus. La substitució es va completar el novembre 21 de 2004. Un nombre d'instal·lacions governamentals incloent les piscines públiques i complexos poliesportius també van adoptar el sistema Octopus al mateix temps.
El novembre del 2003, Octopus Cards Limited va assegurar un contracte de HK $ 200 milions ($ 25,64 milions de dòlars) per proveir la tecnologia  smartcard sense contacte  en el sistema dels Països Baixos combinant el sistema de recollida de tarifes de totes les companyies de transport públic - començant amb l'operador de ferrocarrils Nederlandse Spoorwegen, l'operador de camions i tramvia Connexxion, les companyies de transport públic de Rotterdam (RET) i Amsterdam (GVB) i el sistema de tramvia de La Haia (HTM).

## Adopció de la targeta Octopus
El sistema Octopus va ser llançat a 1997, i en els primers tres mesos es van lliurar 3 milions de targetes. La raó principal del ràpid èxit del sistema va ser que MTR i KCR van exigir que tots els usuaris de tiquets de valor comú emmagatzemat els canviessin per targetes Octopus en tres mesos, o s'arriscarien a que els seus tiquets es tornessin obsolets, de manera que la base de 3.3 milions d'usuaris (2.2 milions de MTR i 1.1 d'KCR) es va veure obligada a canviar ràpidament d'un sistema a un altre. A novembre de 1998 s'havien expedit 4.6 milions de targetes, suma que va ascendir a 9 milions a gener de 2002.
El sistema Octopus fou adoptat ràpidament per altres socis de negocis de Creative Star, i KMB anunciar que la majoria de viatges en bus a 2000 es va fer amb targetes Octopus, l'ús de moneda va ser molt petit (per abordar un bus a Hong Kong és necessari donar el canvi exacte, el que pot ser molest. Per exemple, el preu estàndard d'un viatge a través del port en març de 2005 era de HK $ 8,90 (1.14 dòlar és d'EE. UU.), per a això es necessitaven almenys set monedes.)
Un dels factors clau per l'èxit de la targeta Octopus és la seva omnipresència: la targeta rebre total suport de tots els operadors de transport en una àrea particular, amb la qual cosa es va facilitar la seva acceptació massiva. Aquest model s'ha adoptat en el sistema Suica de la Companyia Ferroviària de l'Est del Japó i el Icoca de la Companyia Ferroviària de l'Oest del Japó.

## Comparació amb altres sistemes de pagament electrònic
Mondex va adduir específicament l'amplíssima popularitat de Octopus com la raó per a la seva retirada del mercat de Hong Kong a 2002, tot i que havien llançat les seves targetes un any abans que Octopus (a 1996) i de tenir el suport de dos dels bancs més grans de Hong Kong (HSBC i la seva subsidario, el Banc Hang Seng). Els estudis acadèmics suggereixen que la principal causa va ser la manca d'una raó prou poderosa per a que les companyies de transport de rodalies utilitzaran el sistema Mondex, que sí que es va donar en el cas de Octopus per tenir el suport de les companyies de transport públic local i, per tant, dels transports de rodalies i altres viatgers que utilitzaven el servei.
Una desavantatge addicional era que el procés de les targetes Mondex prenia 5 segons, en comparació amb una targeta Octopus "toc i llest" de 0.3 segons. El 84% dels enquestats en un estudi de la Universitat de Auckland va atribuir l'èxit de Octopus al ràpid servei.
Les targetes Octopus també són anònimes. La manca de anonimat s'ha esmentat com a raó per al fracàs de moltes targetes de pagament electrònic com la VisaCash, que tenia el suport de dos grans bancs de Hong Kong, el Banc de la Xina i el Banc Standard Chartered.

## Comparació amb altres sistemes de targetes de transport
Des de la dècada de 1970, les agències de transport col·lectiu han estat utilitzant targetes prepagadas de valor emmagatzemat. Aquest mercat es va moure des de la tecnologia de banda magnètica cap a targetes amb  xip  intel·ligents des dels primers anys de la dècada dels 90; Hong Kong va ser el primer sistema principal a fer la transició.
La tecnologia Sony feliç que utilitza Octopus també la utilitza la targeta EZ-link de Singapur per als seus sistemes de transport col·lectiu, la Suica a les vies fèrries del Japó i el sistema de targeta intel·ligent a Nagasaki, Japó. No obstant això, tots ells utilitzen una tecnologia més actualitzada, en comparació amb el relativament antic Octopus. L' EasyCard  del sistema de transport ràpid de Taipei està fet explícitament basant-se en les targetes Octopus, i l'empresa Octopus Cards Limited va treballar en el desenvolupament de la TransCard Shenzhen del Metro de Shenzhen. Altres transports de targeta intel·ligent han utilitzat targetes Octopus com a model, com la Oyster Card del transport de Londres.
La Targeta Chicago de l'autoritat de transport de Chicago, Illinois (Estats. Units.) També utilitza tecnologia de targetes intel·ligents, que li permet als usuaris tocar un torniquet amb la targeta per ingressar al sistema.
A Llatinoamèrica, la primera ciutat a implementar un sistema similar va ser Bogotà, en posar en funcionament el sistema de transport tipus BRT, transmilenio, l'any 2001, amb targetes tipus Mifare (Targeta Capital), les quals en la seva majoria són d'ús anonim, però s'està popularitzant l'ús de targetes personalitzades (Targeta Pròpia).
La ciutat de Santiago de Xile opera el sistema ferroviari de metro mitjançant l'ús de la targeta multivia que està sent reemplaçada per la targeta bip!, que està sent utilitzada extensament per més de 2 milions de passatgers diaris que utilitzen el tren subterrani xilè i al Transantiago.
A Mèxic els sistemes de Metro i Metrobus a la ciutat de Mèxic i Guadalajara fan servir un sistema semblant amb una base MIFARE
A la ciutat de Medellín opera el segur del sistema de transport massiu (Metro de Medellín) mitjançant l'ús de la targeta Cívica, que està reemplaçant el sistema de tiquets Edmonson, Cívica està sent utilitzada extensament per més de 160 mil passatgers diaris des de l'any 2007 i està en el seu segon any d'implementació per tenir 500 mil viatges al final del 2008, tot sota un sol moneder electrònic i targetes 100% personalitzades.
A Buenos Aires, Argentina, l'empresa concessionària del metro ("subterrànies") està operant des de fa anys una targeta molt similar, la "Moneder", l'ús es s'estén no només al metro de la ciutat, sinó també a una línia ferroviària utilitzada pel mateix operador (el ferrocarril Urquiza), diversos peatges d'ingrés a la ciutat, i una extensa xarxa de comerços.
El govern argentí, a través del Banc Nació, ha llançat una licitació per a generar una targeta similar a la Octopus oa la Moneder, però per al seu ús en el 100% del transport públic de la ciutat de Buenos Aires i voltants. La seva base potencial és d'almenys uns 10 milions d'usuaris.
Actualment el servei de autobusos de Saragossa utilitza un sistema de pagament similar a l'Octopus.